# Титанат меди(II)
Титанат меди(II) — неорганическое соединение,
соль меди и метатитановой кислоты с формулой CuTiO3,
серые кристаллы.

## Получение
- Спекание оксида меди(II) и оксида титана(IV):

{\displaystyle {\mathsf {CuO+TiO_{2}\ {\xrightarrow {600^{o}C}}\ CuTiO_{3}}}}

## Физические свойства
Титанат меди(II) образует серые кристаллы.